# Mélodie Lesueur
Mélodie Lesueur (Beauvais, 12 de març de 1990]) és una ciclista francesa. Del seu palmarès destaca el Campionat nacional en ruta de 2010.

## Palmarès
- 2008
  -  Campiona de França júnior en contrarellotge
  - 1a a la Chrono de les Nacions júnior
- 2009
  - 1a al Tour del Charente Marítim i vencedora d'una etapa
- 2010
  -  Campiona de França en ruta
  -  Campiona de França sub-23 en ruta
- 2011
  -  Campiona d'Europa sub-23 en Contrarellotge
  - 1a a la Copa de França sub-23